# 1992年飓风邦尼
飓风邦尼（英語：Hurricane Bonnie）是1992年大西洋飓风季中一场持续时间很长的风暴，也是该季第三场热带风暴（包括四月的亚热带风暴）和第二场飓风。气旋于9月17日在中大西洋高纬度海域成型，之后存在的大部分时间里都没有遇到足够强度的转向气流，所以有一个多星期几乎没有移动。9月27日，飓风开始缓慢向东面和东北方向的亚速尔群岛前进。9月30日，风暴在转变成温带气旋前短暂对该群岛构成影响，但没有报导表明当地因此遭受破坏。

## 气象历史
9月11日，一股冷锋逐渐离开美国东岸进入大西洋。冷锋进入亚热带海域，于9月15日在百慕大以东不远处停止前进。接下来两天里，云层逐渐同冷锋分离并凝聚成低气压区。9月17日下午，这片天气系统已经充分组织，成为第四号热带低气压。
9月17日夜间到次日早上，气旋稳步组织。9月18日，美国国家飓风中心把开始缓慢朝东北方向移动的热带低气压升级成热带风暴，并以“邦尼”（Bonnie）命名。。像大部分在高纬度发展的风暴一样，邦尼起初也同大范围气旋式环流结合在一起，这样所在大气环境风切变少，令系统得以发展，同时还受到弱转向气流带动。由于风切变少，风暴快速增强，于18日上午形成尺寸较小但层次分明的风眼。当天下午，邦尼在开放海域蜿蜒行进期间升级成飓风，不过增强速度此后开始放缓。此外，气旋还因转向气流缓慢发展而在9月19日略朝东北转向。19日早上，邦尼达到风力时速165公里，中心气压970毫巴（百帕）强度，达到萨菲尔-辛普森飓风等级下的二级飓风标准。风暴的总体朝向和强度这天基本保持不变，次日邦尼虽略有减弱，风眼清晰度降低，但依然维持在二级飓风标准。9月21日清晨，继续缓慢向东北前进的邦尼又略有增强，风眼重新转为清晰。当天下午，气旋逐渐增强，达到持续风速每小时175公里，中心气压965毫巴（百帕，28.5英寸汞柱）的最高强度，仅略低于三级飓风标准。邦尼在最高强度下从9月21日夜间保持到9月22日清晨，然后开始以非常稳定的速度减弱。风暴此时开始略向东面转向，但不久又被中纬度高压脊阻挡而基本停止移动。
飓风一度停止前进，直到9月23日才开始因高压脊影响而以非常缓慢的速度向西南偏西飘移。同时气旋逐渐减弱，下层中心暴露在外，组织结构变得混乱。对流逐渐消亡，邦尼因行经洋面水温降低而在9月24日下午降级成热带风暴。9月25日，风暴转向南下，其中大部分深层对流逐渐消散，当晚又降级成热带低气压。
风暴的减弱趋势在9月26日清晨中止，邦尼于当天下午重新发展出足够的深层对流，再次达到热带风暴强度。气旋继续改变移动方向，此时转向东南，同时虽受强烈风切变的不利影响，但仍在缓慢发展。9月27日，正处弱热带风暴强度的邦尼转向东北并表现出转变成温带气旋的迹象，气象机构在当时的实际操作中宣布风暴已成为温带气旋，直到9月28日下午又改称邦尼此时仍属热带气旋。在此期间，风暴实际上有所增强，接近热带风暴强度上限。此后气旋总体逼亚速尔群岛逼近，路径与同年的飓风查利基本相同。由于所在环境风切变增多，风暴受到侵蚀，但29日当天邦尼的强度降幅很小，同时加速向东北前进。9月30日，风暴以风力时速100公里的强热带风暴标准经过亚速尔群岛。气旋此后迅速失去热带天气系统特征，于当天下午在亚速尔群岛以东近海转变成温带气旋。残留温带低气压区以顺时针方向回转西南，再度逼近亚速尔群岛并逐渐消亡，最终于10月2日完全消散。

## 影响
邦尼在查利过去仅四天后从亚速尔群岛经过，群岛各地风力普遍达到热带风暴强度。拉日什航空基地测得的持续风速为每小时64公里，阵风时速94公里。圣米格尔岛有一人被落石砸死。没有报导表明这场风暴对亚速尔群岛构成任何破坏。